# Beyk Tūkūr-e Pā'īn
Beyk Tūkūr-e Pā'īn (persiska: Tūkūr, Beyk Tūkūr-e Pā’īn, Tūgūr, بیک توکور پایین, توکور) är en ort i Iran.   Den ligger i provinsen Nordkhorasan, i den nordöstra delen av landet, 600 km öster om huvudstaden Teheran. Beyk Tūkūr-e Pā'īn ligger 1 423 meter över havet och antalet invånare är 470.
Terrängen runt Beyk Tūkūr-e Pā'īn är huvudsakligen kuperad, men västerut är den platt. Runt Beyk Tūkūr-e Pā'īn är det ganska tätbefolkat, med 75 invånare per kvadratkilometer. Närmaste större samhälle är Bīgān, 18,7 km söder om Beyk Tūkūr-e Pā'īn. Omgivningarna runt Beyk Tūkūr-e Pā'īn är i huvudsak ett öppet busklandskap.